# Marie-Christine Skuncke
Marie-Christine Skuncke, född 20 januari 1951 i Paris, är en svensk litteraturvetare och professor emeritus vid Uppsala Universitet.
Skuncke tillhör agnatiskt Jämtlands-ätten Skancke och är dotter till förre avdelningsdirektören vid Gatt International Trade Centre (ITC) i Genève civilekonom Sven Skuncke och tolken Marie-France, född Rose, och dotterdotter till polske vice industri- och handelsministern Adam Karol Rose (1895–1951). Hon blev filosofie magister vid Lunds universitet 1970, filosofie doktor vid Cambridge University 1980 på avhandlingen Sweden and European drama: a study of translation and adaptations from French and English 1772–1796 och docent i litteraturvetenskap vid Uppsala universitet 1987. Hon var utlandslektor vid universitetet i Gdansk i Polen 1976–1980, vikarierande universitetslektor i litteraturvetenskap vid Umeå universitet 1981–1982 och forskarassistent i litteraturvetenskap vid Uppsala universitet 1982–1988. År 2000 utnämndes hon där till professor i litteraturvetenskap.

## Priser och utmärkelser
- 1987 – Svenska Akademiens gustavianska stipendium
- 2006 – Hertig Karls pris[3]
- 2012 – Schückska priset[2]